# Wurzerbach
Der Wurzerbach ist ein rund 1,3 Kilometer langer, linker Nebenfluss der Kainach in der Steiermark.

## Verlauf
Der Wurzerbach entsteht im nördlichen Teil der Stadtgemeinde Bärnbach, im Norden der Katastralgemeinde Hochtregist, südwestlich des Hofes Hochegger am westlichen Hang des Hochkogels. Er fließt in einem flachen Rechtsbogen insgesamt nach Südwesten. An der Grenze der Katastralgemeinden Kohlschwarz und Bärnbach mündet er südlich des Ortes Afling, südöstlich der Karl-Ortner-Siedlung und nordöstlich der Piberegg Rollsiedlung etwa 100 Meter westlich der L341 in die Kainach.
Auf seinem Lauf nimmt der Wurzerbach von links zwei sowie von rechts einen unbenannten Wasserlauf auf.

## Hochwasserschutz
Zum Schutz gegen Hochwässer wurde am Wurzerbach um das Jahr 1995 eine Geröllsperre errichtet. Als weitere Schutzmaßnahme wurde bis um etwa 1997 am Hochwasserschutz gearbeitet.